# Christine (Roman)
Christine ist ein im Jahre 1983 vom New Yorker Viking-Verlag herausgegebener Roman des US-amerikanischen Schriftstellers Stephen King. Die deutsche Übersetzung von Bodo Baumann veröffentlichte der Verlag Bastei Lübbe im selben Jahr. Eine gleichnamige Verfilmung stammt ebenfalls aus dem Jahre 1983.

## Inhalt
Erzählt wird die Geschichte eines Schülers und seiner Liebe zu und Abhängigkeit von einem Auto, einem 58er Plymouth Fury. Er nennt es Christine, weil der Vorbesitzer das Auto ebenfalls so genannt hat. Der Roman wird großteils aus der Perspektive von Dennis Guilder erzählt, dem Freund der Hauptfigur Arnie Cunningham.
Im Jahr 1978 ist Arnie Cunningham 17 Jahre alt und in der Schule ein Außenseiter. Sein einziger Freund ist der sportliche und beliebte Dennis. Eines Tages entdeckt Arnie auf einer Wiese ein Autowrack, einen zweifarbig lackierten 1958er Plymouth Fury. Gegen Dennis’ Rat kauft Arnie den Oldtimer und fängt an, ihn auf einem nahegelegenen Schrottplatz zu restaurieren. Nach Hause darf er den Wagen nicht bringen, da seine Eltern das Projekt ablehnen.
Bald merkt Dennis, dass Christine kein normales Auto ist. Die Restaurierung macht ungewöhnlich schnelle Fortschritte, die mit dem Zeit- und Geldbudget eines Schülers eigentlich nicht zu erreichen sind. Arnie gewinnt Selbstvertrauen. Es gelingt ihm sogar, den Jungenschwarm der Schule, Leigh Cabot, als Freundin zu gewinnen. So muss Dennis Guilder erleben, dass er für Arnie nicht mehr so wichtig wie früher ist.
Arnie verändert sich weiter, aber zusehends zum Schlechteren. Aus Selbstvertrauen wird Arroganz. Er wird jähzornig, aufbrausend und verhält sich immer mehr wie der erste Besitzer des Plymouths, ein Veteran der US-Army namens Roland D. LeBay, der kurz nach dem Verkauf seines Wagens gestorben ist. Auch Leigh spürt, dass etwas mit Arnie nicht stimmt. Sie vermutet, dass das Auto dahinter steckt, und redet im Vertrauen mit Dennis. Zusammen mit ihm versucht sie Arnies und Christines Geheimnis auf den Grund zu gehen, um so ihren Freund zu retten.
Bald merken sie, dass Christine und mit ihr Roland LeBay Arnie in Besitz genommen haben. LeBay scheint in dem Auto zu spuken. Menschen, die ihm gefährlich werden – Zeugen oder einige Jugendliche, die Arnie terrorisieren – tötet LeBay auf brutale Art und Weise, indem er sie mit dem Auto jagt und überrollt. Aber immer, wenn die Polizei Verdacht schöpft und „Christine“ auf Unfallspuren untersucht, findet sie nur einen glänzenden Wagen ohne jeden Kratzer vor, da sich Christine nach jedem Mord selbst ausbeult.
LeBay und Christine verführen den jungen Arnie, so dass er sich nur noch in seinem Auto wohlfühlt und an fast nichts anderes mehr denken kann. Der Geist LeBays beginnt, von Arnie Besitz zu ergreifen, so dass Arnie immer deutlichere Züge von LeBay annimmt. Äußerlich zeigt sich das daran, dass er ein Korsett trägt, ganz wie der Veteran der US-Army. Mehr und mehr vertritt er dieselben engstirnigen und rassistischen Ansichten wie LeBay. Dennis erfährt von LeBays Bruder mehr über die Vergangenheit des ehemaligen Besitzers von Christine, und so wundert es ihn nicht, als Leigh ihm erzählt, Christine wolle sie töten – schon als der Wagen noch LeBay gehörte, sind darin zwei Menschen ums Leben gekommen: Zuerst LeBays kleine Tochter und später auch seine Ehefrau. Auch Arnies Vater Michael wird von Christine getötet.
In der Zeit, in der sie zusammen Nachforschungen betreiben, verlieben sich Dennis und Leigh ineinander. Arnie und Christine versuchen vergeblich, sie auseinanderzubringen. Schließlich gelingt es Dennis Guilder und Leigh Cabot, den Wagen zu zerstören. Kurz darauf sterben Arnie und seine Mutter Regina bei einem mysteriösen Autounfall. Augenzeugen berichten, dass sie mit einer dritten Person gekämpft hätten und Regina – eine eigentlich sichere Autofahrerin – von der Straße abgekommen sei. Im Wrack findet sich aber sonst niemand.
Dennis und Leigh trennen sich später, bleiben aber in freundschaftlichem Kontakt. Ein paar Jahre später hört Dennis von einem seltsamen Vorfall in einem Autokino.

## Verknüpfungen mit anderen Werken
- Ein Geist in Es fährt einen rot-weißen Plymouth, offenkundig Christine.
- Megan, das Mädchen aus der Novelle Zeitraffer (in Nachts) glaubt an Gespenster und „Autos, die zum Leben erwachen und Leute überfahren“.
- Im Film Riding the Bullet fährt George Staub einen Plymouth Fury von 1960, der Christine ähnelt. Im gleichnamigen Buch ist jedoch ein Ford Mustang das Auto von George Staub.
- In der Verfilmung des Romans Katzenauge wird die Katze, die die Episoden miteinander verknüpft, fast von einem rot-weißen Plymouth überfahren.
- Im Fernsehmehrteiler The Stand fahren zwei der Hauptdarsteller einen Plymouth. Auf dem Lederanhänger des Schlüsselbundes sind die Buchstaben „A.C.“ (= Arnie Cunningham) zu erkennen.
- Im Roman Der Anschlag legt Jake Epping, kaum dass er im Jahre 1958 gelandet ist, seine Hand auf einen ganz neuen Plymouth Fury. Der Ex-Mann von Jakes Freundin Sadie fährt ebenfalls einen rot-weißen 58er Plymouth Fury.
- In der US-Fernsehserie Supernatural jagen Sam und Dean ein Geisterauto, dessen Fahrer Farbige in den 1960er Jahren gejagt und getötet hat und selbst bei einem Kampf getötet wurde.
- In der Episode 6 Alice der Staffel 6 der US-Fernsehserie Star Trek Voyager erhält Tom Paris in einem Tauschhandel mit einem Schrotthändler ein kleines Raumschiff (Shuttle). Dieses besitzt zur Steuerung eine neuronale Schnittstelle und ergreift nach und nach Besitz von Tom. Außerdem wehrt es sich gegen Versuche anderer Mitglieder der Besatzung, eine Erklärung für das seltsame Verhalten von Tom zu finden.[1]

## Buchausgaben
- Christine. A Novel. Viking, New York 1983, ISBN 0-670-22026-4 (Erstausgabe).
- Christine. Ins Deutsche übertragen von Bodo Baumann. Bastei-Lübbe, Bergisch Gladbach 1984, ISBN 3-404-28118-7.
- Christine. Roman. Übersetzt von Bodo Baumann, überarbeitet von Anja Heppelmann. Heyne, München 2011, ISBN 978-3-453-43572-8.
- Christine. Roman. Random House, München 2011, ISBN 978-3-641-05386-4 (E-Book).
- Christine. Roman. Heyne, München 2022, ISBN 978-3-453-44158-3.